# Rhopalophion divergens
Rhopalophion divergens är en stekelart som beskrevs av Delobel 1975. Rhopalophion divergens ingår i släktet Rhopalophion och familjen brokparasitsteklar. Inga underarter finns listade i Catalogue of Life.